# 德拉夫什卡波盧地區米克拉夫茲
德拉夫什卡波盧地區米克拉夫茲（斯洛維尼亞語： 發音：[miˈkláːwʃ na ˈdɾàːwskɛm ˈpóːlju]），是斯洛維尼亞東北部最大的聚居地，也是德拉夫什卡波卢地区米克拉夫兹市镇的行政中心。它位於馬里博爾東南部的德拉瓦河右岸。當地是下施蒂里亞傳統地區的一部分，現在包含在波德拉夫統計區中。

## 教堂
地名來自於此的堂區教堂是獻給聖尼古拉斯，屬於天主教馬里博爾總教區。它在1382年的書面文件中首次被提及，但目前的建築是一座16世紀的建築。

## 外部連結
- Miklavž na Dravskem Polju on Geopedia （页面存档备份，存于）
- Miklavž na Dravskem Polju municipal site （页面存档备份，存于）